# RVV ASB

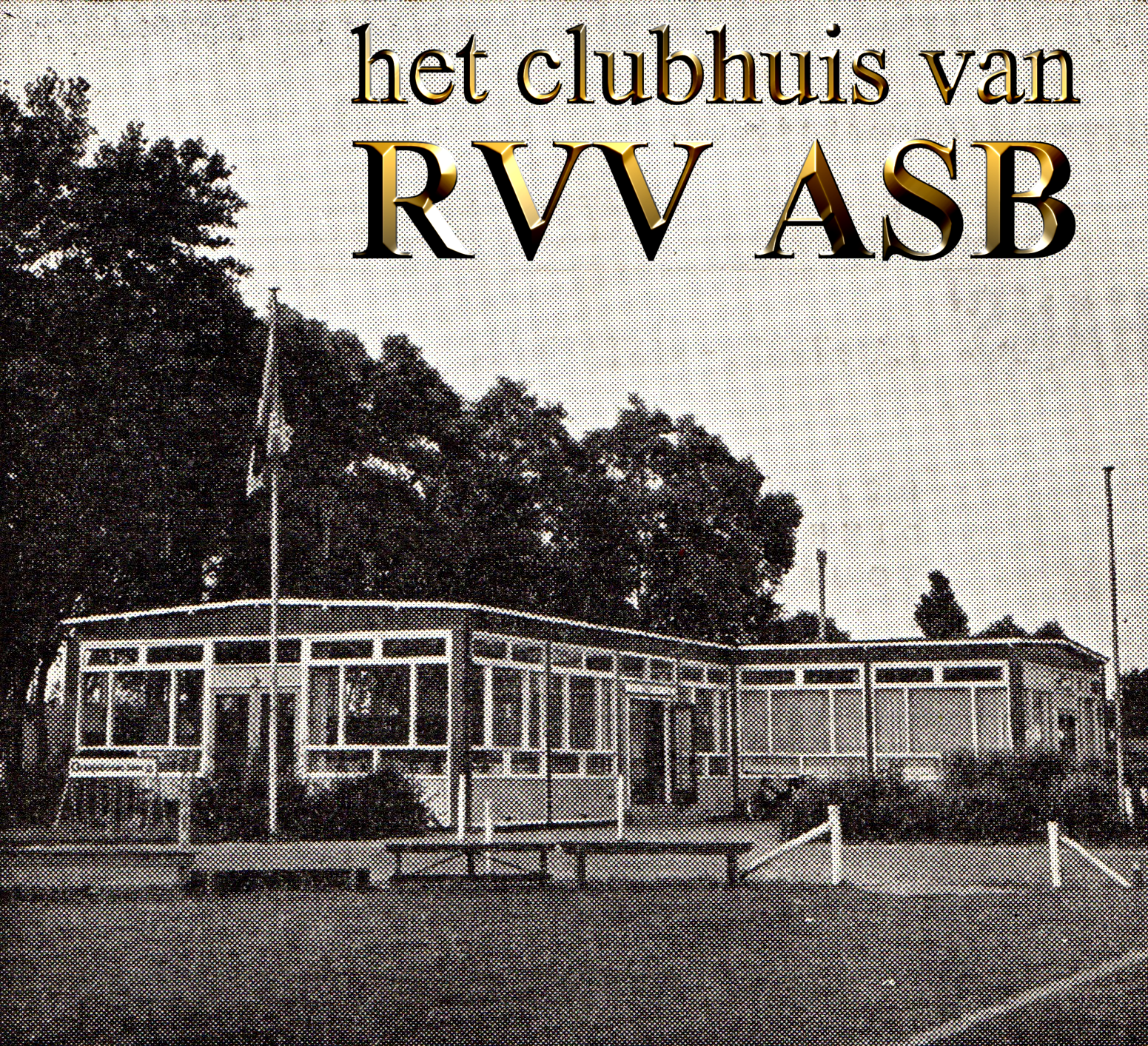
De kantine op de Smeetlandseweg. Van Zwart Wit overgenomen en meeverhuisd van Varkenoord.

Rotterdamse Voetbal Vereniging Altijd Sportief Blijven (RVV ASB) is een voormalige voetbalvereniging uit Rotterdam.

## Geschiedenis
RVV ASB werd opgericht op 15 augustus 1945. Op 14 augustus werd een wedstrijd gespeeld tussen de Hordijk en de Smeetslandsedijk. De Smeetslandsedijk won deze wedstrijd met 3-1.
Een dag na deze wedstrijd werd besloten een voetbalclub op te richten. Zo werd ASB opgericht maar nog niet nog niet onder de naam ASB maar als Zwaluwtje. Dit gebeurde onder elkaar zittend langs de dijk. H. ten Have werd de eerste voorzitter van de vereniging.
Er werden nog enkele wedstrijden gespeeld onder de namen Zwaluwtje tegen West End (Hordijk).
Er moest veel werk verzet worden om in september 1945 aan de competitie te kunnen deelnemen. Ook werd toen de definitieve naam vastgesteld: ASB en dat staat voor Altijd Sportief Blijven. Deze naam is verzonnen door de heer Broekhuizen die toentertijd tweede penningmeester was.
Het eerste jaar met twee elftallen aan de competitie deelgenomen. De thuiswedstrijden werden gespeeld op Varkenoord. In het seizoen 1952-1953 kreeg ASB haar eigen veld aan de Smeetslandsedijk, nabij de Schopenhauerweg. Dit veld bestaat nu niet meer.
Sportief gezien kende ASB veel ups en downs. In de eerste 25 jaar van hun bestaan speelde ASB in de seizoenen 1963 tot 1968 in de 4de klasse van de KNVB.
Uit de samenwerking tussen RVV ASB en SC Zuid (Sportclub Zuid) ontstond de fusieclub SC Maasstad die haar statutaire vorm kreeg op 16 juni 1995. SC Zuid werd opgericht op 2 april 1953 en heette aanvankelijk TOGZ.
In mei 2003 ontstond weer een nieuwe fusieclub, SC Maasstad Tediro toen de samenwerking tussen SC Maasstad en RVV Tediro officieel werd. RVV Tediro (Rotterdamse Voetbalvereniging Technische Dienst Rotterdam) werd opgericht op 1 mei 1941. 
Na weer een fusie ontstond op 1 juli 2017 FC IJsselmonde uit een samenwerking tussen SV Lombardijen, SC Maasstad Tediro en RVV DHZ.

## Locaties
Na omzwervingen van de Schulpweg naar Laag Zestienhoven, Varkenoord, opnieuw de Schulpweg, de Smeetslandsedijk en opnieuw naar Varkenoord, werd uiteindelijk de eigen accommodatie aan de Smeetslandseweg in gebruik genomen waar nu het Wartburg College staat.

## Galerij
Bekende namen uit die tijd zijn Piet Bennekom, Floor Wijnbelt, Dirk Wijnbelt, Dammis Boertje, Willem Noordzij en de familie Wulffraat.

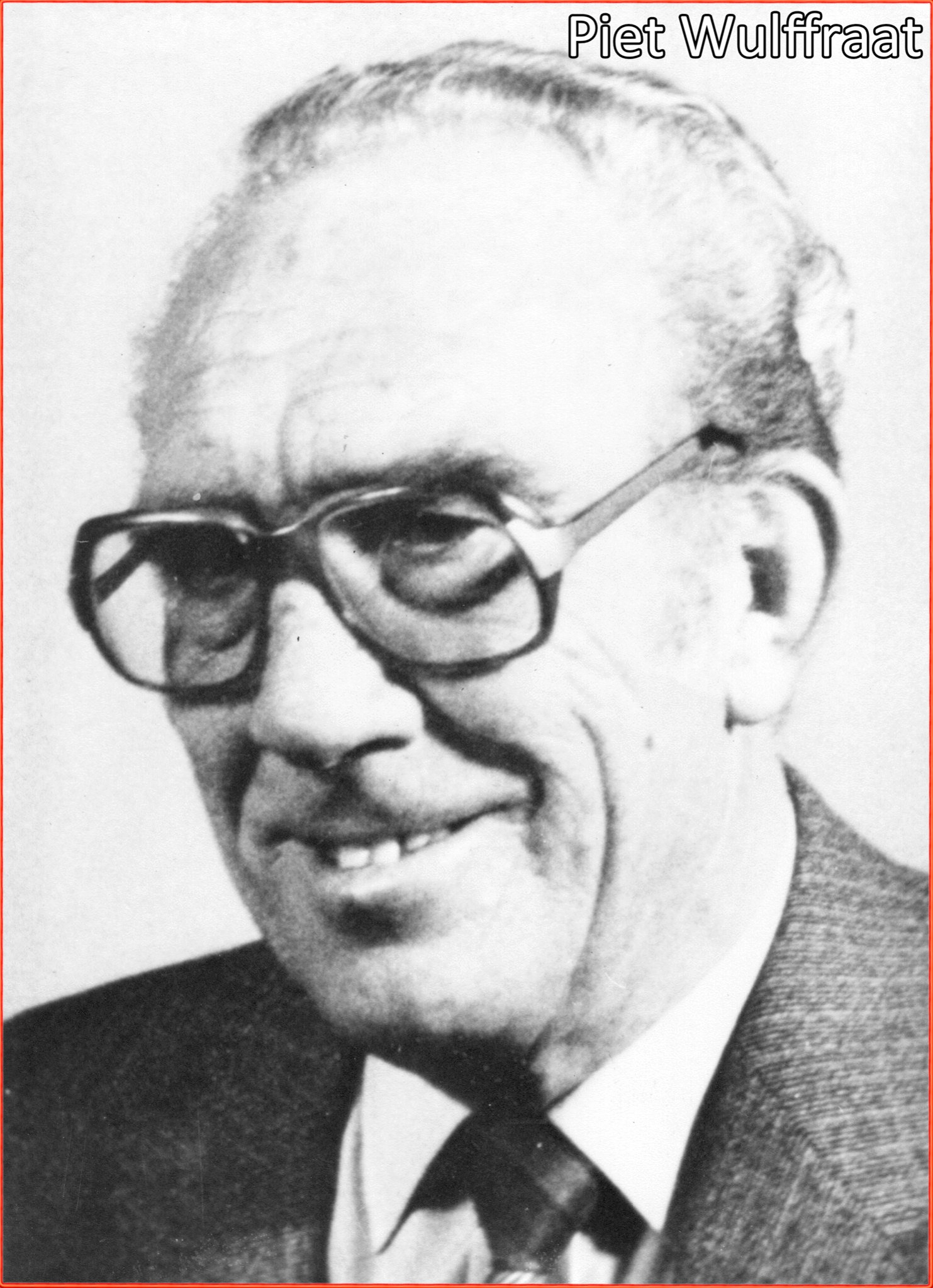
Piet Wulffraat sr.
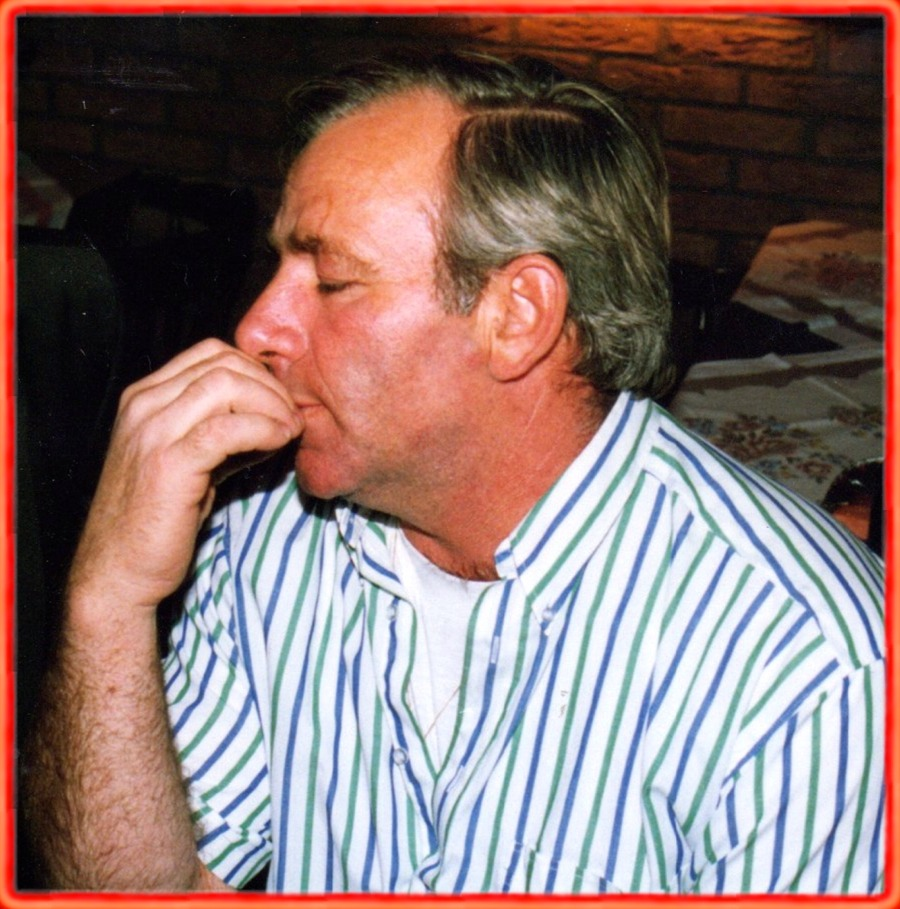
Wim Noordzij sr.
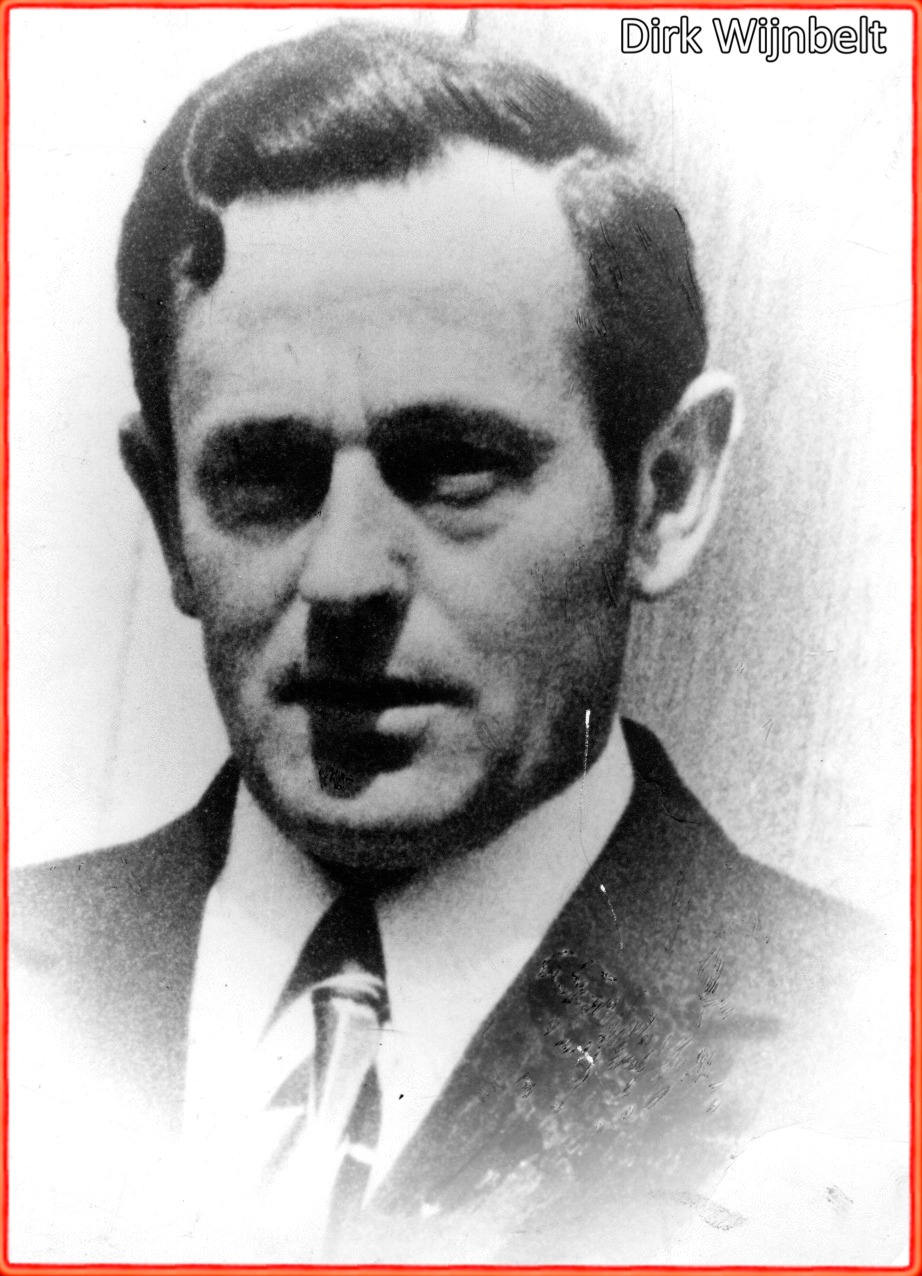
Dirk Wijnbelt
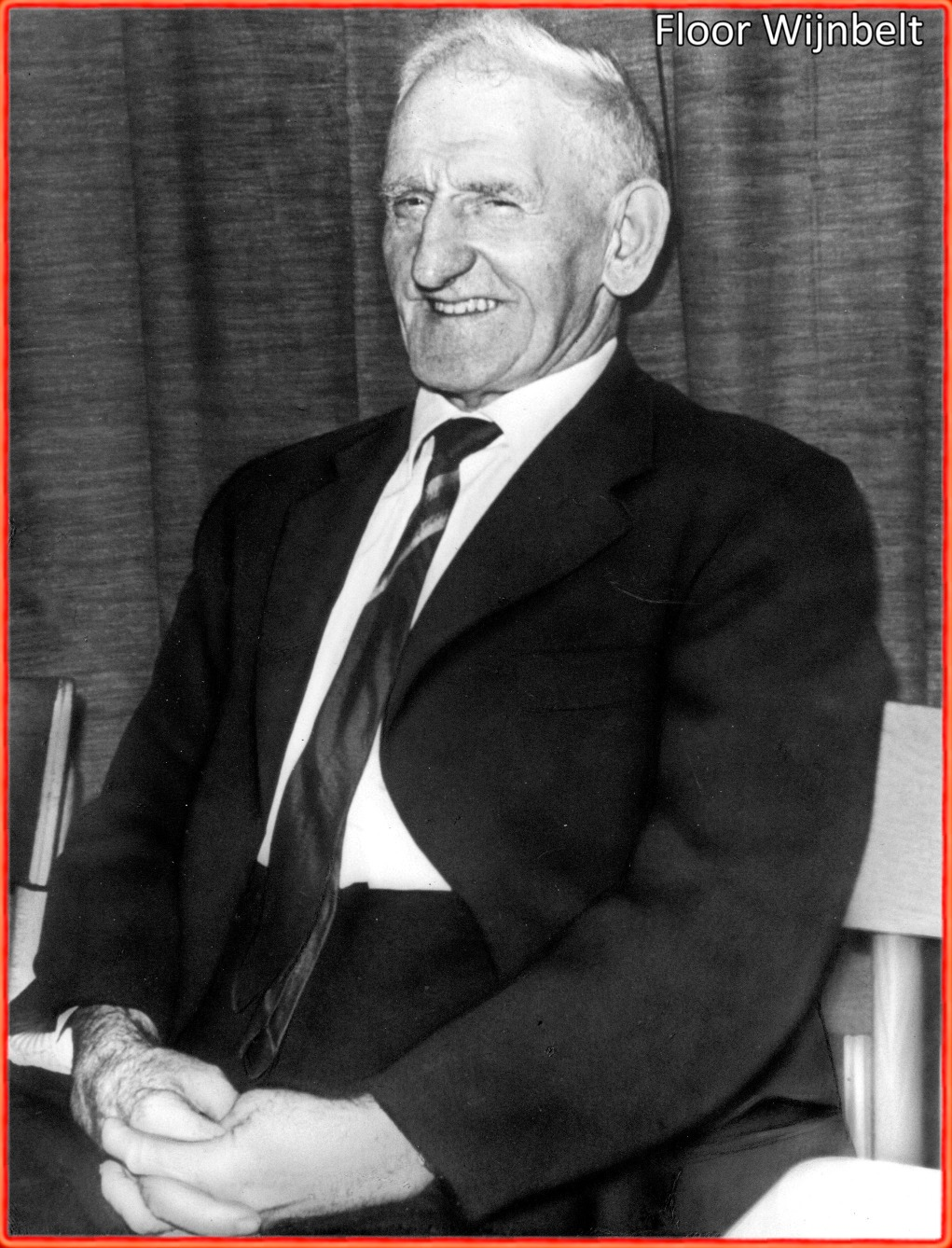
Floor Wijnbelt
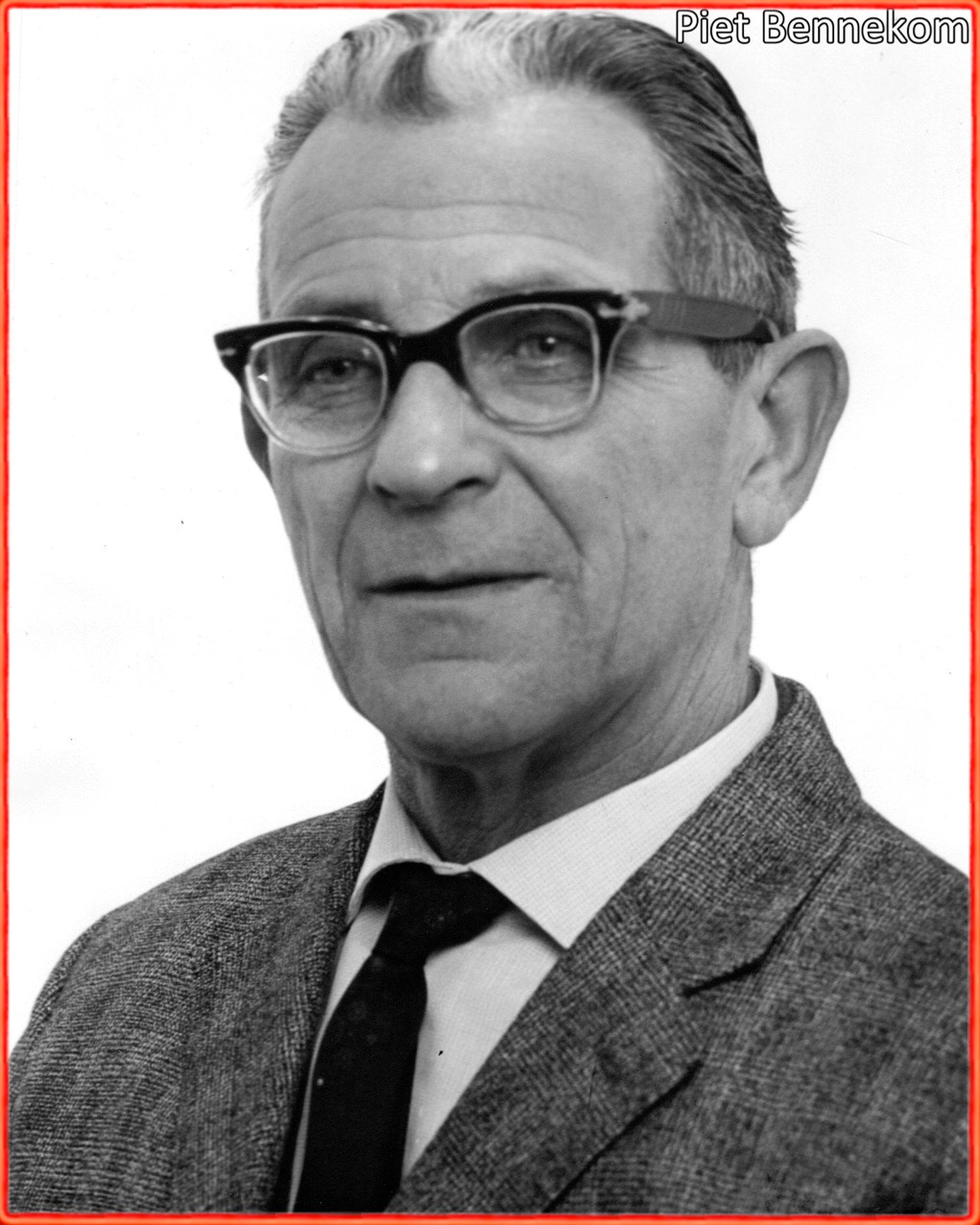
Piet Bennekom